# 白鶴拳
白鶴拳是中國福建省于明末開始發展的地方拳術，又名永春白鶴拳。原無系統。漸次發展出四個派別，依其外形姿勢特性等，分為飞、鸣、宿、食等四類。統稱為白鶴拳。

## 方七娘與永春白鶴拳
一般認為方七娘為開山祖，方七娘生於明末，原籍浙江處州府麗水縣，為避時亂，隨精通江浙武術(紅拳及長拳)的父親方種遷住福建省福寧州北門外、今福建北部寧德市。
七娘后嫁給曾四，在福建永春授徒。故稱為永春白鹤拳。

## 承傳
永春白鶴拳是福建省七大拳種之一。於清朝順治年間（1644年至1662年），由福建福寧州（現在霞浦縣）北門拳師方種(亦名方掌光)首先傳出。

### 方種與七娘
家中殷實富有，性好拳術，廣交聞名武師而從師之，苦練不懈。方種早年喪妻，獨 生一女七娘，故得其傳授。
方種與方七娘確有其人，方種為明末遺臣，曾參與反清復明的活動，「方掌」和「方種」應為同一人，而「方掌光」亦應為「方種公」，此乃語音傳抄之物，至於「方惠石」可能是方種在反清勢力失敗後，為躲避官府追捕所更用的化名。
識府姑娘-方七娘 
明崇禎皇帝有女，得陳永華為師(傳說:反清義士方惠石，乃浙江處州麗水方掌光，精內家拳，受陳近南囑託，輔教明崇禎皇帝之女，易名「七娘」，避居福建福州沙蓮寺)。習內家拳，拳藝精深，傳拳法精要於會黨，七娘本姓「朱」，官話「朱」與「識」語音雷同，尊稱「織府姑娘」，死後列書為「識府姑娘」供奉為祖師。

### 曾四
永春人曾四，師從顏起誕（又名顏上觀，精棍法），與七娘結為夫婦，生有二子。曾四與七娘同回永春縣五里街鎮儒林村后廟辜氏宗祠授拳。永春縣鄰近金門，為台灣門檻。宗祠(教練寺)掛上白鶴道人的圖像、故被尊敬為白鶴先師。
據「永春縣志．方技傳」載：「康熙年間，方七娘與其夫曾四以罪謫永春」。住在「永春西門外後廟辜厝(厝－福建話即家)」，在那裡廣授生徒，後人稱為「曾武館」，白鶴拳（鶴法）就此在永春發揚光大，蓬勃發展。
明朝崇禎年間福建永春人。白鶴拳第二代傳人，與方七娘學白鶴拳，後結為夫妻。
清朝康熙年間，相繼培養了「二十八英俊」，其傳人之中，鄭禮、辜喜、辜魁、樂傑、王打興五人，人稱「前五虎」。
曾四對白鶴拳在永春的傳撥發展有重大貢獻，被後世尊稱為「前永春名師」。 內容出自於白鶴先師祖傳真法

### 二十八英俊與前五虎
曾四夫婦在後廟辜厝教傳吳，王，林，蔡，樂，許，周，康，張，辜，李，白等諸姓二十八人，人稱「二十八英俊」。二十八英俊中，樂杰居第一，王打興居第二，曾四之子曾綠使以及李元卿，林泮，辜 喜，陳傳，張居，染布應，辜魁，辜班，辜助，林椎，姚虎，潘賢，葉福，劉灶等等，皆是當時高手。後世稱曾四為「前永春名師」，傳人中以鄭禮，辜喜，辜魁， 樂杰，王打興五人最為傑出，世稱「前五虎」。

### 鄭禮
鄭禮週遊各地以武會友，取長補短，豐富了白鶴拳的內容，在各地播下了白鶴拳的種籽。
鄭禮一生傳人，不可勝數，門徒遍佈永春，德化，大田，尤溪，仙游，莆田，福清，福州，漳州，連城，遠至江西。較有名望的有劉降，鄭養，鄭寵，林添，盧益，李昱，蔡熙，林全等人。
　　　

### 白戒－南明軍中武術－節力
康熙二十二年(一六八三年)夏曆六月，康熙命福建水師提督施琅進兵台灣，其時施「從台灣帶來一名師白戒，亦是教練寺傳授的，入永春教「節力」，從此永春白鶴技法更加完善。

### 後五虎
鄭寵，林添等多人隨其學藝，後人稱白戒為「後永春名師」，傳人中以鄭寵，林添，鄭畔，辜初，辜榮五人最傑出，世稱「後五虎」。

### 傳入福州
後傳入福州，加入其他拳種，衍生飞、鸣、宿、食鹤等四枝鹤拳。漸次與鶴的形態聯上關係。雖然福州鶴拳已經發展為風格各異，套路紛繁，拳理與技法自成體系的拳種，但它們都源自永春白鶴拳。故此，它們脫離不了永春白鶴拳的影子，離不開永春白鶴拳的技、理、法。

### 傳入台灣、賴芳帽系佛(道)內功延傳、陳春成系蔡秀春父子後得道功加入
祖曰：「白鶴仙師傳與……福州福清館口人氏方世培(諱徽石)，鶴法至此猛殺，復求輕柔震彈，則盡善盡美矣。偶觀寒鴉顫身雨散，木為之搖，溺犬搖駿，水珠飛濺。臨池審視魚身柔游，蝦臂伸縮，因有所悟，而易鶴法以鬆柔、圓化、摔彈、抖震為形，意氣為體，呼吸為用之拳法。世培為後祖，再傳方永華，陳依鶴、蕭孔培、陳道田、王霖、時譽｢八閩五虎將」。五虎將之首，世培之子方永華再傳子方紹翥(阿鳳師)，方紹峰，及張常球(二哥)，常球為來台初祖，本名諱二哥，常球為後祖世培所贈之名，後有日本人台中廳長技德二因攏絡，而譽二哥武術與德行並美，如新高山(玉山)能高山(雪山)並峙，更稱二高，世以二高拳法稱其術。……賴芳帽系佛(道)內功延傳，內外皆備，流傳世代。陳春成系……蔡秀春特出，身型高大，又習仙家道功於歐陽敬予，增拳經白鶴神功簡記一篇、拳柔軟肢一套，秀春再傳子澤民，澤民師全心發展鶴法，再習隱仙派詹德樹道功，方致內外皆備，流傳世代，左右旋轉，前後遮攔，上下護固，身勢出力，似枝接葉，皆由一身之變化，三十六骨節之效用。總是腳保身，手打人，有進有退，步步傷人也。若是方家之祖，身體氣勢，筋脈骨節，或盞穴轉輪，反形直骨，注止部位，必先一身五肢歸正，三十六骨節，七十二轉輪，各處行筋，轉運行力，呼吸發出無不聽從矣。

## 簡介
鹤拳注重两臂弹抖之劲，出手如弓發箭(掌法)，实進虚退，借势使力。拳法以节力、指力为主。採用不丁不八步。講究摔彈，抖震等吞吐浮沉技法。
各枝鹤拳有不同的技法，不同的套路和不同的名稱及操練方法。
大概先练｢搖枝｣，｢搖節｣或稱｢三顫｣，每一下動作皆發聲。
套路有｢角戰拳｣（後演變成｢花拳｣）、｢五行手｣、｢八步连」、｢中方｣、｢二十八步｣、｢游变｣、｢七锦｣等。器械有刀、枪、剑、戟等，加上点穴法。
白鹤拳，刚柔相济。防用节(顫)力，攻用指力(箭掌)。馬分平马、勒马，拑羊馬。腳法有踢，钩，掃等。
拳理讲“见力生力，见力化力，见力得力，见力弃力”。
鶴拳以一身五肢端正為依歸，三十六骨節七十二轉節，各處注氣行勁，訣曰：舉意不舉力，記氣不記形。

## 主要派別 (褔州白鶴分：飛、鳴、宿、食、縱)

### 飛鶴拳
以两臂动作為主，側重高架長手之法。

### 鳴鶴拳
多用掌(箭法)，注重发声，如鹤鸣叫，以气催力。
鳴鶴拳：源自「前五虎」之王打興。至第六代林世威，林傳福州蓋山潘嶼八，潘滲入羅漢拳精華，創「鳴鶴拳」，潘傳長樂縣謝祟祥。有人說剛柔流始創人東恩納寬量（慎善熙）及宮城長順曾在福州拜「如如哥」為師習藝，有說「如如哥」即謝崇祥，而根據國際沖繩剛柔流空手道連盟（I.O.G.K.F）中國及香港區總教練林競峰的研究分析，顯示謝崇祥不可能是東恩納寬量及宮城長順的師傅如如哥。

### 宿鶴拳
指白鶴棲息時單腿獨立之姿態，重獨腳之踢吊。 擅长全身发劲，包括头、肩、肘、胯和膝五撞。

### 食鶴拳（朝鹤或痹鹤）
食鶴拳之形意，以白鶴獵食為拳意，故手,脚,身并用，並配合各關節發力，以達剛柔相濟,攻守兼備。
食鶴拳：源自鄭禮一系。比較傳統的永春一系。至七代蔡忠，蔡忠傳其侄蔡公頌，蔡公頌傳福州林德順（別號蕊師），林德順在民十六年（1927年）到日治的台灣謀生，受當地富紳劉故聘為私人教師，食鶴拳由是在台灣紮根後又廣為流傳，但因屬於殺傷力極強的功夫，擇徒甚嚴，因此深入門內的人不多，多善於其中一兩技而有名之，當時以劉故二兒子劉銀山較有名氣堪稱食鶴拳代表人物，目前台灣有劉故嫡孫，劉銀山之後的子嗣劉金龍、劉長益(臺灣高雄、歐美各國)、劉瀚霟(臺灣台北市、台南)以及經過「中華民國白鶴門食鶴拳總會」所認證的劉瀚霟師徒弟：陳英成(天星堂-星鶴)、黃鉞荏(震月堂-震鶴)、施佑龍(青龍堂-龍鶴)分別在臺灣新竹市、新北市土城區、以及桃園市開山授徒。
現在福州食鹤拳共有八框（套拳－程序），分别为第一框：吊骨（鬆關搖節），第二框：点飞（以氣催力），第三框：叼莲（下盤），第四框：四门（步法），第五框:五行（拳法），第六框：三十六脚手（用法），第七框：八卦，第八框：阴阳手。
臺灣劉家食鶴拳傳下共有十餘種基本功、八誌力、硬功法、對練法、應敵變化法、拳套、吞吐氣震身力(包含正面波浪震身力)、姑娘步、活步沾黏推、食鶴拳散打等等。
- 台灣劉故祖師傳下之食鶴拳特色

八誌為食鶴拳終身必苦修之課程，也是練習食鶴拳功力之主要技巧，若無法把八誌之奧妙體會出來，那將無法得到食鶴拳千變萬化之手法；其八誌為：吞(thun)、吐(thò͘)、浮(phû)、沉(tîm)、㧒(hiat)、捾(kōaⁿ)、𫝺(hiù)、彈(tôaⁿ)；食鶴拳之八誌也是代表著八種力量，而這八種力量也結合於食鶴拳形法之運用，讓食鶴拳手法達到黏、圓、滑、震、頓、脆、抖以及身體瞬間之爆發力和馬步落地生根之力。食鶴拳八誌之法其中之奧妙，文筆實難完全表達，須由指點體會其中之理才會成功。
吞：如貓兒戲鼠之狀；將氣、手、身作收入之意，用作四兩撥千斤之法。
吐：如猛虎出林之勢；將氣、手、身作吐出之勢，有吞必有吐，用作檔攻之法。
浮：如飛鳶定地之形；將手提上，吊上地根力與全身之暗勁，用以聽敵動靜之法。
沉：如泰山壓頂之意；將手、身、腳之暗勁往下墜沉，氣落丹田，用於瓦解敵方力量之法。
㧒：如單箭出弓之急；將身、肩、手脆柔之勁，上提發至手掌，用於虛實化勢黏貼之法。
捾：如白鶴找食之形；將手、身、腳之剛勁上提至肩尾，以脆勁發至手肘，用於近戰迫身化力之法。
𫝺：如流星趕月之速；將身、腳之剛勁提至腰止，以快速之柔勁發至手尾，用於實攻探敵之法。
彈：如虎子跳牆之勢；將腳之地根力提至腰止，以腰、肩脆柔之勁快速發出，用於實攻克敵之法。
論五形手
```
   每種拳法不離三才五行八卦之論，而食鶴拳三才五行八卦之論，三才論為形、功、法，包刮身形攻守之論，身形論為手、腳、身三部門，攻守拳法論為上、中、下三盤，五行論為手形之變化，八卦之意為我主中宮，身周圍分八方八卦，其守攻堅固八方。拳經曰：「身隨足動轉八方求之，五行之論為手法，白鶴拳手法全部以五形要手為主」。
```

而五形手之形意，如拳經曰：「金成圓、木要尖、水起浪、火帶風、土追殺」
金形手：以掌背向前發力，攻守以掌背為要着，發力透於掌背與各指節，其形為「圓」，「力」求其圓、滑、抖，以「吞、吐、沉」字訣練之。
木形手：以指尖向前發力，攻以指尖穿插擊人，其力發至指尖，其形為「刺」，「力」求其震、脆，以「吐、彈」字訣練之。
水形手：以手臂與掌指上提發力，掌心向上，攻守以掌臂為要着，以柔形發之剛力，力透於各指節，其形為「撥」，「力」求其震、脆，以「浮、提、甩」字訣練之。
火形手：以掌心向前發力，攻守以手掌側部為要着，以黏滑之脆力發透於掌側部，其形為「推」，「力」求其黏、滑、震、脆，以「吞、吐、彈」字訣練之。
土形手：以雙拳向前發力，攻以手握成拳珠擊人為要着，其形為「壓」，「力」求其滑、震，以「吐、沉 、彈」字訣練之。
食鶴拳吞吐氣力合一，以氣催力，以力練氣，力有活力和死力，練究活力而一法可生百法。
立樁自然，馬步不丁不八，前四後六，手法講究以力就力，以門就門，出手必定父子相隨，留三去七，馬步全運用以化身,偏身,消身,貼身,救身,走角,就地轉。
食鶴拳攻防用力之法就如拳經所曰：[與人交手切不著力，力在半藏半用之間...]，而食鶴拳之攻擊距離短，節節貫穿，善能在貼身之際，以分寸之力發力制敵，為之獨特兇猛犀利手法。
食鶴拳是屬內柔外剛的武術，武術見識淺者，只見其剛， 會誤認食鶴拳是一種剛硬直線型的武術，其實不然，食鶴拳的剛，乃是從無力狀態中發揮出來的真柔所生之剛，如是才可稱為真剛，也如是才可做到如拳經所曰:[身如楊柳拳如彈,馬如車輪手如矢。]
食鶴拳之地根力是食鶴拳祕法之一，需配合碎步法練習，若能領悟出其中之奧妙，練成食鶴拳地根力，在功力方面會有倍增之功效，地根力之來源首要取之於腳力，若馬步虛弱無力，那食鶴拳之功力便無法發揮而出，倘若練成食鶴拳地根力，再配合八誌之法等等，要練成食鶴拳力量之最高境界「震身法」不難矣.....

### 縱鶴拳
清朝末年福建拳師方世培縱合四鶴拳之藝而創作縱鶴拳。民國初年，方世培後人應聘北上，遇到（1913 年）任職陸軍部武技教練所教務長王薌齋。數年後(1923年)王南下福建與方永蒼交朋換武，數年後創了意拳。

## 吞吐浮沉，飛鳴宿食
吞吐浮沉，飛鳴宿食之寓意：
吞如貓兒戲鼠，吐似猛虎出林，浮如飛鳶迎風，沉似泰山壓頂，飛如大鵬展翅，鳴似引頸聲歌，宿如初醒之閑，食似鵰咀啄物．

## 論明勢之法
一貫三關力不失，五枝四路任君行。四面狂風車輪轉，成功只要日月明。似龍搶珠雲蔽日，交接順風橫與直。吞吐浮沉君須記，飛鳴宿食定心神。眼如弓、手似箭、出手如弓弩射箭，對敵人似大風擺柳。上下轉曲一身力，左右分辨從子午﹔來有聲，去無影，千變萬化連葉接枝，似山無涯，似海無底，學者不可以其近而忽之也。

## 食鶴拳八誌
- 吞(thun)、吐(thò͘)、浮(phû)、沉(tîm)、㧒(hiat)、捾(kōaⁿ)、𫝺(hiù)、彈(tôaⁿ)
- 㧒如單箭出弓，捾似白鶴找食，𫝺如流星趕月，彈似猛虎跳牆

## 王安石 《相鶴經》
“鶴者，陽鳥也而游於陰，因金氣，依火氣以自養。金數九，火數七，六十三年小變，百六十年大變，千六百年形定。生三年頂赤，七年飛薄雲漢，又七年，夜十二時鳴；六十年大毛落，毛生，乃潔白如雲，泥水不能污；百六年雌雄相視而孕，一千六百年飲而不食，胎化產為仙人之騏驥也。……天壽不可量，……是以形必依洲渚，止不集林木，蓋羽族之清崇也。”
《相鶴經》曰: 
- 露目赤精則視遠。
- 體尚潔故其色白。聲聞天故其頂赤。
- 大喉以吐故。修頸以納新。故生天壽不可量。
- 高腳疏節則多力。